# Герб гмины Цеглув
Герб гмины Цеглув (пол. Herb gminy Cegłów) — официальный символ гмины Цеглув, расположенной в Мазовецком воеводстве Польши.

## Описание
Гербом поселения является изображение головы св. Иоанна Крестителя на серебряном блюде на фоне снопа зерна.
Оригинальный текст (пол.)Herbem miejscowości jest wizerunek głowy św. Jana Chrzciciela umieszczonej na srebrnej misie, na tle snopa zboża.— Oficjalny serwis internetowy gminy Cegłów

## История
Цеглув получил городские права 16 февраля 1621 года. Вместе с этой привилегией город получил свой герб — на красном щите голова св. Иоанна Крестителя на серебряном блюде на фоне золотого снопа зерна.
Герб символизировал покровительство св. Иоанна Крестителя над городом, а сноп зерна был заимствован из герба династии Васа, представитель которой, король Сигизмунд III, предоставил Цеглуву городские права.
Более ранняя версия герба, существовавшего до 1628 года, представляла собой щит со снопом зерна — символом плодородия и процветания, окруженным лавровыми листьями. Согласно местной традиции, сноп состоял из одиннадцати колосьев, которые должны были символизировать всех апостолов, кроме Иуды Искариота. Также колосья должны были свидетельствовать о статусе города, так как чем больше колосьев было на гербе, тем большее значение имел город. После подтверждения городских привилегий к гербу было добавлено серебряное блюдо с головой св. Иоанна Крестителя.
После того, как в 1869 году Цеглув утратил статус города, герб официально не использовался. В 1991 году, в соответствии с решением Совета гмины он стал гербом гмины Цеглув.